# Camp X-Ray
Camp X-Ray (en español: Campamento X-Ray o Atrapada en Guantánamo) es una película estadounidense del 2014 basada en el Centro de detención de Guantánamo. La película es el primer largometraje de Peter Sattler, quien también escribió el guion. Protagonizada por Kristen Stewart y Peyman Moaadi con John Carroll Lynch, Lane Garrison y Joseph Julian Soria, se estrenó el 17 de enero de 2014 en el Festival de Cine de Sundance y fue estrenada el 17 de octubre de 2014 por IFC Films.

## Argumento
Después de los ataques del 11 de septiembre, Ali Amir (Payman Maadi) entra en una casa y comienza a realizar salah, cuando es secuestrado por fuerzas armadas estadounidenses y llevado al campo de detención de la Bahía de Guantánamo, específicamente al Campamento Delta, donde son llevados más terroristas y sospechosos, relacionados con Al-Qaeda.
8 años más tarde, la soldado de primera clase, de reciente ingreso al ejército, Amy Cole (Kristen Stewart) es asignada como guardia en Guantánamo. A su llegada, se ofrece como voluntaria para el IRF (escuadrón antidisturbios), a los cuales se unen Raymond Jackson (Ser'Darius Blain) y Rico Cruz (Joseph Julián Soria) y Mary Winters (Tara Holt), los cuales entablan amistad con Amy. En sus turnos de vigilancia, Cole se comporta fría con los detenidos, a pesar de su desprecio por el trato de los detenidos en las instalaciones. Mientras está de servicio, Ali intenta entablar conversación, pero Cole está molesta por su persistencia y rechaza sus avances; a cambio, Ali le arroja sus heces y es enviado al programa de viajero frecuente (castigo por privación del sueño). El cabo "Randy" Ransdell (Lane Garrison) también se interesa por Cole, llegando incluso a intentar tener relaciones sexuales con ella en un baño, pero Amy lo rechaza.
Cole entra en la celda de Ali mientras la registran y se da cuenta de que hay panfletos de prevención del suicidio en el suelo. Ella encuentra el archivo de Ali, que revela que tiene un historial de autolesiones y disciplina, volviéndose cada vez más violento a medida que pasaba el tiempo. Cuando Ali regresa a su celda, se disculpa con Amy por sus acciones. Él le confiesa que, a costa de su origen islámico, nació en Bremen, Alemania y que no estuvo involucrado directamente con grupos terroristas, por lo que se forma un vínculo amistoso entre ambos, con Ali refiriéndose a ella como "Blondie", al no saber su verdadero nombre.
8 meses después, el vínculo entre Ali y Amy es bastante estrecho, pero, en represalia, Ransdell le miente a Cole y le ordena que vea a Ali ducharse, violando el SOP (Procedimiento Operativo Estándar) y las normas sociales árabes. Al descubrir que Ransdell mintió, Cole presenta un informe a su oficial al mando, el coronel James Drummond (John Carroll Lynch). Drummond habla con Ransdell, quien hace contraacusaciones (no especificadas) y desestima la queja de Cole porque Ransdell es su superior. Ransdell y Cole deben asistir a una junta de investigación (no se muestra ni se hace referencia a ella más adelante). Cole comienza a aislarse más de los otros guardias, incluidos sus amigos, Raymond, Rico y Mary (quien empieza a tener encuentros sexuales con Ransdell), incluso teniendo menos contacto con su madre, Betty (Julia Duffy), por lo que es reasignada al turno de noche, por orden de Drummond.
Una noche, cerca del final de la gira de Cole en Guantánamo, Ali toma una espada escondida en su Corán y está a punto de suicidarse, pero Cole le demuestra su confianza: le dice su verdadero nombre y de dónde viene (también violaciones de SOP). En este punto, está claro que sus sentimientos hacia el detenido se han suavizado, ya que está angustiada por la posibilidad de que muera. Cuando Cole sale de Guantánamo con los ojos llorosos, Ali descubre el libro de Harry Potter que había estado esperando durante más de 2 años; Las reliquias de la muerte descubriendo que había escrito una nota en el interior que decía: "no sé si Snape es una buena persona, pero sé que tú si lo eres. Con amor, Blondie". Ali, emocionalmente tocado y agradecido, empieza a leer el libro, mientras Amy inicia su viaje rumbo a su nueva gira dentro del ejército, en Irak.

## Elenco
- Kristen Stewart como Amy Cole.[4]
- Peyman Moaadi como Ali Amir.[5]
- Julia Duffy como Betty Cole.
- John Carroll Lynch como James Drummond.
- Lane Garrison como "Randy" Ransdell
- Joseph Julian Soria como Rico Cruz.
- Tara Holt como Mary Winters.
- Ser'Darius Blain como Raymond Jackson.
- Cory Michael Smith como Bergen.
- Mark Naji
- Anoop Simon
- Robert Tarpinian
- Yousuf Azami como Ehan.
- Marco Khan como Mahmoud.
- Kyle Bornheimer
- Nawal Bengholam
- LaDell Preston
- Daniel Leavitt

## Producción
El 6 de febrero de 2014, IFC Films anunció su adquisición de los derechos de América del Norte para la película. La película también fue distribuida en el Líbano e Irak el 30 de octubre de 2014.

### Filmación
La producción tuvo lugar en Los Ángeles y Whittier, California. El rodaje comenzó el 17 de julio de 2013 y terminó a mitad de agosto.

## Recepción
En Rotten Tomatoes tiene un 72% de 54 críticas.